# Baspenya
Baspenya, en els seus origen conegut com Amics del Joventut, és un històric grup d'accionistes del Club Joventut Badalona.
L'any 1965 es va fundar els «Amics del Joventut», una agrupació d'empresaris i gent important de Badalona que ajudava econòmicament el club verd-i-negre. Els estatuts de l'entitat es presentaren al Govern Civil el 20 de desembre de 1966, signats per Fabià Estapé, Josep Torras (llavors alcalde de Badalona), Antoni Mas, Joan Walter i Daniel Fernández. També hi van formar part altres il·lustres badalonins com Josep Maria Puente, Garcia Mazo o Francesc Cairó. L'any 1983 el MHP Jordi Pujol va ser nomenat President d'Honor del llavors conegut com "Consell de Cent d'Amics del Joventut".
El 1982, quan el Club Joventut Badalona es va convertir en Societat Anònima, els Amics van fundar Baspenya (Bas Penya S.L.), que va passar a controlar prop del 24% de les accions per evitar que el club acabés en mans estranyes. El president va ser en Lluís Conesa, qui va dirigir l'entitat durant vint-i-vuit anys fins al mes d'abril de 2011, quan va deixar la presidència de l'entitat per ser substituït per Marcel Riera, exregidor d'Esports i excandidat a l'alcaldia de Badalona. Aquest va arribar a sonar amb força com a president verd-i-negre quan el 2013 el club va travessar una gran crisi econòmica. El grup d'accionistes ha ajudat l'entitat badalonina en diferents ocasions; la darrera en el mes de març de 2018, quan durant la major crisi econòmica i esportiva del club, que va estar a punt de fer-lo desaparèixer, van prestar prop de 40.000 euros per aconseguir un reforç pel tram final de la temporada.
Durant l'estiu de 2018 es va anunciar que Scranton Enterprises, vehicle inversor dels fundadors de la farmacèutica Grifols, es comprometia a quedar-se amb el 100% d'una ampliació de capital de gairebé 3,7 milions d'euros, fet que asseguraria definitivament la viabilitat del club a la lliga Endesa. Aquesta ampliació va ser aprobada per unanimitat, passant el nou grup inversor a controlar el club per davant de Baspenya, qui passava a controlar ara tan sols el 5,63%, i que es va mostrar completament d'acord amb l'operació.